# Ірсаєвська сільська рада
Ірса́євська сільська рада (рос. Ирсаевский сельский совет) — муніципальне утворення у складі Мішкинського району Башкортостану, Росія. Адміністративний центр — присілок Ірсаєво.

## Населення
Населення — 1645 осіб (2019, 1827 в 2010, 1901 в 2002).

## Склад
До складу поселення входять такі населені пункти:
| Населений пункт           | Населення, осіб (2002) | Населення, осіб (2010) |
| ------------------------- | ---------------------- | ---------------------- |
| Верхньосорокино, присілок | 443                    | 412                    |
| Єлишево, присілок         | 445                    | 433                    |
| Ірсаєво, присілок         | 523                    | 531                    |
| Мітряєво, присілок        | 251                    | 254                    |
| Нижньосорокино, присілок  | 239                    | 197                    |